# FastText
fastText es una biblioteca para el aprendizaje de incrustaciones de palabras (word embeddings) y clasificación de texto, creada por el laboratorio de investigación en inteligencia artificial de Facebook (Facebook AI Research - FAIR) ahora Meta AI.     El modelo permite crear un algoritmo de aprendizaje supervisado o no supervisado para obtener representaciones vectoriales de palabras. Facebook pone a disposición modelos preentrenados para 294 idiomas.   Varios artículos describen las técnicas utilizadas por fastText.    